# アルバニアン・ウルフ・ドッグ
アルバニアン・ウルフドッグ（英: Albanian Wolfdog）は、アルバニア原産の護畜用・狩猟用の絶滅した犬種である。アルバニアン・ドッグ、アルバニアン・ウルフハウンドともいう。羊などの家畜を狼などから守ったり、イノシシや狼を狩るのに使われた。
アルバニアン・ウルフドッグは、巨大で非常に獰猛な犬として有名である。旅人が、パニックになって接近してくる犬を撃つことがあり、さらにその旅人を犬の飼い主が射殺することもあったという。また、ドッグショーに出陳されると、人気を集めた。デズモンド・モリスはその背景に、プリニウスの『博物誌』（77年）に記される、アルバニア王がアレクサンドロス大王に巨大な犬を贈り、ゾウやライオンと戦わせて勝ったという逸話の影響を見ている。
19世紀の文献によれば、体高69～71cmの大型犬で、コートはなめらかなスムースコートで、毛色はフォーンにブラウンのタンがあり、長く先細りのマズルに、ふさふさした長い尾を持っていた。一説にはジャーマン・シェパード・ドッグの作出に使われたともいわれている。